# 군자동도서관
군자동도서관은 서울특별시 광진구에 있는 공립 도서관이다.

## 연혁
- 2022년 3월 28일 군자동도서관 개관.